# Ben Rinnes
Ben Rinnes är ett berg i Storbritannien.   Det ligger i kommunen Moray och riksdelen Skottland, i den norra delen av landet, 700 km norr om huvudstaden London. Toppen på Ben Rinnes är 841 meter över havet.
Terrängen runt Ben Rinnes är huvudsakligen lite kuperad. Ben Rinnes är den högsta punkten i trakten. Runt Ben Rinnes är det mycket glesbefolkat, med 3 invånare per kvadratkilometer. Närmaste större samhälle är Dufftown, 8,9 km nordost om Ben Rinnes. I omgivningarna runt Ben Rinnes växer i huvudsak blandskog.